# Josva
|  | Joshua er også navnet på en dansk producer, se Joshua (musikproducer) |
Josva eller Josua er i Den hebraiske bibel Moses' følgesvend og senere israelitternes leder. Josva overtog lederrollen efter Moses under flugten fra Egypten og ledte sit folk til Det forjættede land, hvor han belejrede byen Jeriko.
Oprindeligt hed han Hosea, 4. mosebog 13:16 "Moses gav Hosea, Nuns søn navnet Josua". Josvabogen har navn efter Josva.
Rent billedligt kan Josva og Moses-forholdet, ses og forstås på den måde at loven og lovens mand, Moses, og hele folket undtaget to Kaleb og Josva ikke kom ind i det forjættede land, men indtagelsen af løfternes land var overladt til Josva, således var den åndelige indtagelse overladt til Jesus.